# 沈演之
沈演之（しん えんし、397年 - 449年）は、南朝宋の官僚。字は台真。本貫は呉興郡武康県。

## 経歴
沈叔任の子として生まれた。11歳のときに尚書僕射の劉柳と会って、「この童は終には令器とならん」と評された。代々将軍をつとめた家柄にありながら、演之は学問を好み、『老子』を日に100回読んだと伝えられる。父の別爵の吉陽県五等侯を嗣いだ。呉興郡に召されて主簿となり、揚州に召されて従事史や西曹主簿をつとめた。秀才に挙げられ、嘉興県令となり、有能で知られた。入朝して司徒祭酒となり、南譙王劉義宣の下で左軍主簿となった。銭唐県令となり、また治績を挙げた。また司徒主簿となった。母が死去したが、ときに武康県令に起用されて辞退することがかなわず、赴任して100日ばかりして、病と称して退官した。服喪を終えると、彭城王劉義康の下で司徒左西掾に任じられ、揚州治中従事史をつとめた。
元嘉12年（435年）、江東の諸郡に洪水があり、民衆は飢饉に苦しんだ。演之は尚書祠部郎の江邃とともに散騎常侍を兼ね、官倉を開いて飢民に穀物を配布した。揚州別駕従事史に転じ、呉興郡中正を兼ねた。劉義康に信頼されて、司徒府と揚州に十数年間勤務した。朝廷では劉湛・劉斌らが党派を結び、尚書僕射の殷景仁を排斥しようと画策していたが、演之は劉湛らと同調しなかったため、劉湛は演之のことを劉義康に讒言して、演之は劉義康と疎遠になった。演之は殷景仁と仲がよく、文帝の信任を受けて、尚書吏部郎となった。
元嘉17年（440年）、劉義康が江州に出向し、劉湛らが処断されると、演之は右衛将軍となった。殷景仁が死去すると、演之は左衛将軍の范曄とともに禁軍を掌握して、機密に参与した。元嘉20年（443年）、侍中に任じられた。元嘉21年（444年）、中領軍に任じられ、国子祭酒・揚州大中正を兼ねた。文帝は林邑を討つことを望んでいたが、朝臣のあいだでは反対論が強く、演之と広州刺史の陸徽だけが文帝の意に賛同していた。元嘉23年（446年）に交州刺史の檀和之が林邑を討ち、翌年に戦利品を持ち帰ってくると、文帝は群臣に器物を分配したが、演之に与えられたものは偏って多かった。演之は領軍将軍の号を受けた。吏部尚書に転じ、太子右衛率を兼ねた。
元嘉26年（449年）、文帝が京陵に参拝したが、演之は病のため同行できなかった。文帝が宮殿に帰ると、演之は召見を受けるために尚書下省に出向いたが、無理がたたって死去した。享年は53。散騎常侍・金紫光禄大夫の位を追贈された。諡は貞侯といった。

## 子女
- 沈睦（黄門郎、通直散騎常侍。弟の沈勃との不仲が原因で始興郡に流された）
- 沈勃（? - 477年。はじめ西陽王文学をつとめた。兄との不仲が原因で免官・禁錮された。尚書殿中郎。泰始年間に太子右衛率・給事中。収賄が発覚して明帝の怒りを買い、梁州に流された。元徽初年に建康に帰り、阮佃夫・王道隆らと結んで、司徒左長史となったが、後廃帝により処刑された）
- 沈統（大明年間に著作佐郎）

## 伝記資料
- 『宋書』巻63 列伝第23
- 『南史』巻36 列伝第26